# Reichstheaterkammer

Symbolbild – Mitgliedsbuch der Reichstheaterkammer

Die Reichstheaterkammer (RTK) wurde am 1. August 1933 mit Sitz in Berlin gegründet und war eine von sieben Einzelkammern der Reichskulturkammer gemäß dem Reichskulturkammergesetz vom 22. September 1933 und ein Instrument der kulturellen „Gleichschaltung“ während der Zeit des Nationalsozialismus.

## Organisation
Die Theaterabteilung des Propagandaministeriums hatte die Aufsicht über die Reichstheaterkammer, die ab 1936 in sieben Bereiche untergliedert war:
- Rechts- und Nachrichtenfragen
- Organisation
- Opernreferat
- Fachschaft Bühne
- Fachschaft Artistik
- Fachschaft Tanz
- Fachschaft Schausteller

Die vorhandenen Spitzenverbände des deutschen Theaterlebens wurden in die RTK eingegliedert: Deutscher Bühnenverein, Genossenschaft Deutscher Bühnenangehöriger, Vereinigung der künstlerischen Bühnenvorstände, Deutscher Chorsängerverband und Tänzerbund. Dadurch sollte die Gleichschaltung des deutschen Theaterlebens verwirklicht werden.
Nur Mitglieder in der Reichstheaterkammer hatten das Recht, im Deutschen Reich in einem Theaterberuf tätig zu sein. Voraussetzung für die Mitgliedschaft war der Ariernachweis, so dass jüdische Schauspieler von vornherein nicht Mitglied der Reichstheaterkammer sein konnten. Um an einer Schauspielschule aufgenommen zu werden, musste in der Reichstheaterkammer eine Eignungsprüfung abgelegt werden. Ausschlüsse aus der RTK kamen einem Berufsverbot gleich.
Zu den Präsidialräten der Reichstheaterkammer gehörten Wolfgang Liebeneiner, Gustaf Gründgens, Lothar Müthel, Benno von Arent und Friedrich Bethge.
Das offizielle Journal der Reichstheaterkammer wurde von Hans Knudsen unter dem Titel „Die Bühne – Zeitschrift für die Gestaltung des deutschen Theaters“ im Wilhelm Limpert Verlag herausgegeben.

## Führung

### Präsidenten der Reichstheaterkammer
- ab Gründung bis 5. September 1935 der Schauspieler Otto Laubinger.
- 6. September 1935 bis 4. April 1938 Reichsdramaturg Rainer Schlösser.
- 5. April 1938 bis 21. April 1942 der Schauspieler und Regisseur Ludwig Körner.
- 22. April 1942 bis zum Kriegsende der Schauspieler Paul Hartmann.

### Vizepräsidenten der Reichstheaterkammer
- ab Gründung bis 5. September 1935 der Schauspieler Werner Krauß.
- 6. September 1935 bis zum Kriegsende der Schauspieler Eugen Klöpfer.

### Geschäftsführer
- von 1933 bis 1935 Gustav Assmann
- von 1935 bis 1942 Alfred Frauenfeld
- von 1942 bis 1945 Hans Erich Schrade

### Landesleiter
Zu den „Landesleitern“ der einzelnen Gaue gehörten Fritz Kampers (Berlin), Carl Schlottmann (Böhmen-Mähren), Ernst Wendt (Kurhessen), Rudolf Schröder (Sachsen), Walter Oehmichen (Schwaben), Kurt Sellnick (Südhannover-Braunschweig), Hans Tügel (Wartheland), Robert Valberg, dann Eduard Volters (Wien), Ulrich Bettac (Wien, Stellvertreter), Gustav Rudolf Sellner und Hans Niederführ (Niederdonau).

## Mitglieder
Die Reichstheaterkammer hatte 1936 26.364 Mitglieder.